# Kasa de la Muntanya
La Kasa de la Muntanya (també coneguda com a KM) és un monument històric de Barcelona. Antiga torre de vigliància de la Guàrdia Civil espanyola situada arran del Park Güell, la construcció deshabitada des de 1983, i ocupada per moviments anarquistes a partir de novembre de 1989, és un símbol de convivència i d’autogestió. Va ser construït en 1909 per la família Güell i donada a la Guàrdia Civil per tal de vigilar, limitar i reprimir les manifestacions dels obrers contra la burgesia barcelonina en particular al barri de Gràcia.
L'edifici alberga també un col·lectiu d'activistes socials i programadors catalans com Enric Duran, i també internacionals, com Amir Taaki, que hi resideixen temporalment i és considerat com un dels referents internacionals del bitcoin.
En el marc de l'operació Pandora, el 16 de desembre de 2014, l'edifici va ser registrat pels Mossos d'Esquadra, que es van emportar material informàtic i telefònic, però no van detenir ningú del col·lectiu.